# Українсько-гвінейські відносини
Українсько-гвінейські відносини (фр. Relations du Guinea et de l'Ukraine) — міждержавні двосторонні відносини між Україною та Гвінеєю у галузях міжнародної політики, торгівлі, економіки, освіти, науки, гуманітарних і культурних питань загалом тощо.

## Історія
Українсько-гвінейські стосунки беруть свій початок від часів проголошення Гвінеєю незалежності. Українські спеціалісти в складі радянських делегацій допомагали розбудовувати економіку та інфраструктуру країни. Миколаївський глиноземний завод був збудований для роботи на африканській сировині, у тому числі й на гвінейській.
Гвінея визнала незалежність України 10 січня 1992 року. За часів незалежності, незважаючи на добре історичне підґрунтя, через досить високий рівень корупції в обох країнах, двосторонні відносини розвинути не вдалося. Була створена Міжурядова українсько-гвінейська комісія з торговельно-економічного та науково-технічного співробітництва. Її єдине засідання відбулося у Конакрі у березні 2003 року. Гвінейська сторона не виконала жодного пункту протоколу засідання. За часів перебування при владі військової хунти у Гвінеї стосунки були заморожені, українське посольство закрите і переведене до Сенегалу у червні 2012 року. У зв'язку із закриттям комплексу з переробки бокситів у місті Фріа, куди експортувалися українські запчастини та механізми, значна кількість українців змушена була виїхати з Гвінеї.
Між Гвінеєю та Україною були підписані торговельна угода та угода про торговельно-економічне, науково-технічне та культурне співробітництво.

## Політичні
Делегація Гвінеї підтримала під час голосування 27 березня 2014 року на Генеральній Асамблеї ООН проекту резолюції «Територіальна цілісність України». 30 листопада 2014 року в Дакарі (Сенегал) під час XV-го саміту Міжнародної організації франкофонії відбулась зустріч міністрів закордонних справ двох країн Павла Клімкіна та Ф. Лунсені Фаль.
26 жовтня 2015 року Україна приєдналася до рішення Ради ЄС 2015/1923 про пролонгація обмежувальних заходів ЄС проти фізичних осіб Гвінейської Республіки.
Делегація Гвінеї утрималася при прийнятті резолюції «Ситуація з правами людини в Автономній Республіці Крим та м. Севастополь (Україна)» у грудні 2016, у грудні 2017, у грудні 2018 та у грудні 2020 року, на голосуванні у грудні 2019 року голосувала проти.
Делегація Гвінеї не голосувала при прийнятті резолюції «Проблема мілітаризації АР Крим та м. Севастополь (Україна), а також районів Чорного та Азовського морів» у грудні 2018, у грудні 2019 та у грудні 2020 року.
7-12 жовтня 2018 року в рамках 17-го Саміту Франкофонії у місті Єреван (Вірменія) відбулася зустріч делегацій України та Гвінеї.

### Дипломатичні
Дипломатичні відносини між двома країнами були встановлені 4 квітня 1992 року. Посольство України в Гвінеї відкрилось в 3 листопада 1993 року на віллі № 46 Містечка Націй (фр. Cité des Nations). Згодом переїхало до району Діксін. З липня 2007 року Посольство знаходилося в будинку на Північній набережній (Corniche Nord).
У столиці країни, місті Конакрі функціонує почесне консульство України. Почесний консул — Шарль Амара Сосоадуно.

#### Посли України в Гвінеї
- Пивоваров Валерій Костянтинович (1993—1998).
- Суходольський Анатолій Володимирович (1998—1999) — тимчасовий повірений.
- Шевченко Іван Денисович (1999—2002).
- Шульга Олександр Олексійович (2002—2008), тимчасовий повірений
- Заяць Андрій Іванович (2008—2013), від 2012 року посол за сумісництвом.

### Офіційні візити
У червні 1998 року відбувся офіційний візит президента Гвінеї Лансана Конте до України.

## Економічні
| Рік        | 2017  | 2018  | 2019   | 2020   |
| ---------- | ----- | ----- | ------ | ------ |
| Товарообіг | 106   | 138   | 131    | 160    |
| Експорт    | 8,2   | 19,3  | 12,7   | 15,5   |
| Імпорт     | 97,8  | 118,5 | 118,5  | 144,8  |
| Сальдо     | -89,6 | -99,2 | -105,8 | -129,3 |

Торговельні гвінейсько-українські відносини мають значне від'ємне сальдо, Україна на порядок більше закуповує глиноземної сировини в Гвінеї, ніж продає її харчових продуктів, машин і обладнання.
Український експорт до Гвінеї 2020 року склав 15,55 млн доларів США. Вивозиться: м'ясо та їстівні субпродукти (34,3 %), чорні метали (26,4 %), котли, машини (16,3 %), залізничні локомотиви (5,9 %), харчові продукти (5,4 %), жири та олії тваринного або рослинного походження (3,9 %).
Імпорт товарів з Гвінеї 20202 року склав 144,82 млн доларів США. Завозяться боксити (100 %).
Для багатої на природні ресурси Гвінеї (⅓ світових запасів бокситів, видобуток яких дає майже ½ експортних надходжень) життєво важливими залишаються іноземні інвестиції та підтримка бізнесу, особливо в умовах міжнародних санкцій. Стійка корупція, часті забастовки гірників проти низької зарплатні та поганих умов праці, нестійке фінансове становище через значні зовнішні позики, епідемія гарячки Ебола робить внутрішню політику Гвінеї недієздатною. Для сприяння підприємництву уряд Гвінеї створив 2011 року Агентство сприяння приватним інвестиціям (фр. APIP-Guinée). Покращена макроекономічна дисципліна 2016—2017 років стабілізувала обмінний курс, поповнила державну скарбницю та збільшила державні доходи. Митні збори відносно високі (середня ставка 11,9 %). При Торгово-промисловій палаті України функціонує Українсько-гвінейська ділова рада під головуванням Єгова Мартіна Жеромовича.
Інвестиційна діяльність з обох країн відсутня.

## Науково-технічні
Україна має непогані перспективи в науково-технічній допомозі з будівництва гідроелектростанцій та відновлюваних джерел енергії.

## Культурно-гуманітарні
Головним культурно-гуманітарним напрямком двосторонніх відносин між Україною та Гвінеєю є надання освітянських послуг. Україна готує спеціалістів для Гвінеї від самого проголошення нею незалежності, з 1960-х років. Падіння рівня життя в Гвінеї призвело до скорочення кількості гвінейської молоді, яка прямує для навчання в Україну. Впродовж 2019/2020 навчального року в українських закладах вищої освіти навчалися 120 гвінейських студентів.